# Islàndia (obra de teatre)
Islàndia és una obra teatral escrita en català per l'autora badalonina Lluïsa Cunillé. L'obra es va estrenar el 2017, a la sala petita del Teatre Nacional de Catalunya, sota la direcció de Xavier Albertí. Albert Arribas va treballar com ajudant de direcció i Max Glaenzel va ser el responsable de l'escenografia. Islàndia va ser un encàrrec del Teatre Nacional de Catalunya, el qual va produir l'estrena de l'obra. Escrita just quan començava a esclatar l’última gran crisi que va sacsejar l'economia mundial, Islàndia s'ha considerat una de les obres majors de la dramaturga Lluïsa Cunillé.
L’autora hi planteja un retrat col·lectiu, que dissecciona les arrels profundes dels trasbalsos que van colpejar el món durant les primeres dècades del segle xxi. Islàndia descriu el viatge d'un adolescent islandès obligat a endinsar-se al cor de les tenebres d’una societat que trontolla. La fallida bancària portarà a aquest jove, de 15 anys, a emprendre un pelegrinatge iniciàtic cap a Nova York, a la recerca de la seva mare. L'obra se situa, en el temps, a l'any 2008, quan Islàndia es trencava com a conseqüència de la intoxicació massiva del sistema financer internacional. Amb tot, el jove anirà coneixent, a través de diverses situacions, la realitat de la profunda depressió que estava conduint occident a una desolació forçosa.
En la primera representació de l'obra, el 2017, a Barcelona, van treballar el següents actors i actrius: Joan Anguera, com a Viatger; Lurdes Barba, com a Dona gran; Paula Blanco, com a Jove; Joan Carreras, com a Delamarche; Oriol Genís, com a Metge; Àurea Márquez, com a Mare; Jordi Oriol, com a Home; Albert Pérez, com a Client; Albert Prat, com a Robinson, i Abel Rodríguez, com a Noi.